# Yuki Shimada
Yuki Shimada (født 18. november 1986) er en tidligere japansk fodboldspiller.
Han har spillet for flere forskellige klubber i sin karriere, herunder Mito HollyHock.